# نوربرت هاوغ
نوربرت هاوغ (بالألمانية: Norbert Haug)‏ هو سائق سيارة سباق وصحفي ألماني، ولد في 24 نوفمبر 1952 في Engelsbrand ‏ في ألمانيا.